# Penda
Penda (mort el 15 de novembre de 655) fou rei de Mèrcia durant el segle VII. En un període en el qual els diversos regnes anglosaxons s'estaven convertint al cristianisme, Penda va romandre fidel a les creences paganes del seu poble. Va derrotar el poderós rei de Northúmbria, Edwin, a la batalla de Hatfield Chase el 633.
Nou anys més tard derrotava de nou a les tropes de Northúmbria i donava mort al successor d'Edwin, el nou rei Osvald de Northúmbria a la batalla de Maserfield, esdevenint així el rei més poderós entre els regnes anglosaxons de l'època. També va derrotar militarment i en diverses ocasions les forces d'Ànglia de l'Est i gràcies al seu poder va enviar a l'exili al rei Cenwalh, de Wessex.
Tretze anys després de Maserfield, Penda va tornar a lluitar contra Northúmbria, però en aquesta ocasió el rei Oswiu de Northúmbria va aconseguir la victòria i Penda fou derrotat i mort en la batalla de Winwaed.

## Joventut
Penda era un dels 12 fills de Pybba de Mèrcia i suposadament descendent del déu anglosaxó Wōden, (equivalent al déu nòrdic Odin).
Les circumstàncies del seu ascens al tron no són clares, però sembla que va succeir al rei Cearl de Mèrcia l'any 626, que va governar durant 30 anys i que va morir a l'edat de 50. El parentesc entre Penda i Cearl és desconegut i també es considera que ambdós fossin rivals en la lluita per la corona.

Mapa d'Anglaterra, Gal·les i el sud d'Escòcia l'any 600.

Penda era un rei guerrer i el 628 començava la seva carrera de victòries militars en derrotar els saxons de l'oest i guanyar així el control de Cirencester i les terres a la riba del Severn (bressol dels britans fins a l'arribada dels anglosaxons). Poc després es va aliar amb Cadwallon ap Cadfan del Regne de Gwynedd, que estava enfrontat amb Edwin de Northúmbria, el més poderós d'aquells temps. Ambdós exèrcits s'enfrontaren a la batalla de Hatfield Chase. Edwin va morir durant la batussa i Penda va capturar un dels seus fills, Eadfrith. Envalentonats per la victòria, ell i les forces aliades es van dedicar a saquejar les riques terres de Northúmbria. Penda va decidir tornar a Mèrcia amb el botí però Cadwallon va continuar fent la guerra i un any més tard perdia la vida a la batalla de Heavenfield.

## Guerra contra Osvald de Northúmbria
Quan Osvald de Northúmbria va derrotar i donar mort a Cadwallon a Heavenfield, Penda li va reconèixer la supremacia com monarca del regne més poderós dels anglosaxons (bretwalda), però va seguir oposant-s'hi a la penetració del cristianisme en les terres de Mèrcia des del regne cristià del nord. També va decidir ordenar l'execució del fill d'Edwin, que havia caigut en les seves mans a Hatfield, sense que sapiguem si es tractava d'un desafiament a l'autoritat del nou rei o potser un favor diplomàtic, doncs evidentment el fill d'Edwin era un rival dinàstic d'Osvald, el seu cosí.
Militarment es va centrar a lluitar contra el regne d'Ànglia de l'Est, derrotant i matant en la mateixa batalla al rei Egric i el seu predecessor Sigebert, a qui havien arrossegat des del seu retir en un monestir al camp de batalla en un intent de donar ànims als soldats. L'any de la batalla és incert; certes fonts indiquen 635, 640 o 641.
El 5 d'agost del 642, Penda tornava a enfrontar-se contra les tropes de Northúmbria, aquest cop aliat amb el Regne de Powys. La batalla de Maserfield va tenir lloc a prop de Gal·les i el rei Osvald de Northúmbria va morir durant l'enfrontament i també el germà de Penda, Eowa, amb paper incert en la batalla. Penda va ordenar que el cos d'Osvald fos esquarterat, amb el cap, mans i braços clavats en estaques, una acció que fou interpretada com un ritu pagà i que va causar que Osvald fos considerat un màrtir entre els cristians.
La victòria va donar a Penda un poder sense precedents per un rei de Mèrcia, a banda de prestigi i fama. Northúmbria va quedar totalment derrotada i el seu territori es va partir en dos: Deira i Bernícia, on el germà d'Osvald, Oswiu de Northúmbria es va fer amb la corona.

## Política i aliances
Penda va reforçar lligams amb Wessex casant la seva germana amb el rei Cenwalh —pagà com ell— però quan aquest la va repudiar poc temps després, Penda, enfurismat, el va obligar a exiliar-se a Ànglia de l'Est durant tres anys. No content amb això, el 654 derrotava i donava mort a Anna de l'Ànglia Oriental, el rei que havia donat refugi a Cenwalh, i li donava la corona del regne oriental a un dels germans del difunt, Aethelhere.
Les relacions amb Northúmbria no foren del tot dolentes. Malgrat que es van produir algunes batusses i Penda va intentar sense èxit capturar la fortalesa de Bamburgh, va acordar amb Oswiu el matrimoni entre els seus fills: la filla de Penda, Cyneburh es casaria amb Alhfrith de Deira, mentre que el fill Peada es casaria amb Alhflaed de Bernícia. Segons Beda, Peada es va convertir al cristianisme abans del matrimoni.

## Campanya final i batalla de Winwaed
Malgrat els matrimonis abans citats, el 655 Penda decidia envair Bernícia al davant d'un gran exèrcit i aliat amb Cadafael Cadomedd ap Cynfeddw del Regne de Gwynedd, Ethelhere d'Ànglia de l'Est i Ethelwald, rei de Deira i successor d'Oswine, assassinat per ordres d'Oswiu.
El conflicte va començar amb el setge a Stirling. El rei Oswiu va intentar arribar a un acord oferint part del seu tresor, que Penda va repartir entre els seus aliats. A partir d'aquí, els moviments de les tropes de Penda semblen dirigir-se cap al sud, de retorn a Mèrcia, decisió que segurament va deixar descontents els seus aliats. Ethelwald de Deira i Cadafael de Gwynedd van abandonar Penda durant la nit.
Aprofitant l'ocasió, Oswiu va atacar en un punt estratègic proper a Leeds el 15 de Novembre. Els de Mèrcia foren totalment derrotats i Penda va caure mort en l'emboscada junt amb el rei Ethelhere de Deira. Molts soldats van morir ofegats en un riu proper que baixava amb molta força a causa de les pluges d'aquells dies. Per major escarni, el cos de Penda fou decapitat.

## Fets posteriors
Amb la mort de Penda, Oswiu va esdevenir el rei més poderós de la Gran Bretanya, però va permetre que el seu gendre Peada, fill de Penda, governés sobre el sud de Mèrcia. Després de Peada, dos altres fills de Penda arribarien al tron, Wulfhere i Æthelred, però la dinastia acabaria amb el net de Penda Ceolred, mort el 716.
Penda fou el darrer gran rei pagà dels anglosaxons. Després de la seva mort, Mèrcia es va convertir al cristianisme i també els seus fills governaren com reis cristians. Les seves filles Cyneburh i Cyneswitha també foren cristianes devotes i, segons algunes fonts, romangueren verges durant els seus matrimonis.